# Hrvatski pisci iz BiH, J
- Jagatić, Andrija (Luka kod Martinske Vesi, 1850. – 1901.). Putopisac.
- Jakiša, Jozo (Čapljina, 21. travnja 1950.). Pjesnik.
- Jakobović, Zlatko (Brčko, 1946.). Dramski pisac.
- Jakovljević, Ilija (Mostar, 22. siječnja 1898. – Zagreb, 28. listopada 1948.). Pjesnik, romanopisac, pripovjedač, književni kritičar, feljtonist.
- Jakovljević, Marela Jerkić, (Mostar, 26. prosinca 1956.). Pjesnikinja.
- Jakovljević, Ljubušak Petar (Ljubuški, 1876. – Zagreb, 1967.). Pjesnik.
- Jakovljević, Marijan st. (Banja Luka, 16. travnja 1780. – Fojnica, 10. prosinca 1853.). Pisac.
- Jelenić, Julijan (Riječani kod Modriče, 29. kolovoza 1877. – Zagreb, 5. kolovoza 1931.). Povjesničar i pisac.
- Jelinić, Snježana (Široki Brijeg, 1954.). Pjesnikinja.
- Jelić, Jakiša Jakov (Široki Brijeg, 9. svibnja 1927.). Romanopisac.
- Jelić, Tvrtko (Vareš, 14. lipnja 1955.). Pjesnik.
- Jelić, Stanko (Široki Brijeg, 16. veljače 1927.). Pjesnik i pripovjedač.
- Jenko, Narcis – Matić, Eugen (Livno, 2. veljače 1889. – Gorica kod Livna, 26. srpnja 1918.). Pripovjedač, romanopisac, feljtonist.
- Jergović, Miljenko (Sarajevo, 28. svibnja 1966.). Pjesnik i pripovjedač.
- Jezidžić, Frano (Glavice, Bugojno, 26. kolovoza 1954.). Pjesnik za djecu.
- Josić, Blaž (Rapače, Tuzla, 2. ožujka 1820. – Kraljeva Sutjeska, 24. prosinca 1868.). Pjesnik.
- Jozić, Kristina (Zenica, ?). Pjesnikinja.
- Juka, Darko (Mostar, 30. studenog 1981.). Književnik i novinar.
- Jukić, Ante (Tuzla, 21. veljače 1873. – Mostar, 25. svibnja 1906.). Pjesnik i književni povjesničar.
- Jukić, Ivan Franjo (Banja Luka,  8. srpnja 1818. – Beč, 20. svibnja 1857.). Pisac putopisa i povijesne proze, sakupljač narodnih pjesama.
- Jukić, Jozo (Posušje, 2. studenoga 1889. – Sarajevo, ?). Pjesnik.
- Jukić, Milo (Deževice, Kreševo, 17. studenog 1966.). Novinar i povjesničar.
- Jukić, Nikola (Kovačić, Livno, 3. siječnja 1941.). Pjesnik za djecu i mladež, aforist i epigramist.
- Jurčić, Vladimir (Bjelovar, 24. rujna 1910. – Zagreb, polovica svibnja 1945.). Pjesnik, esejist, feljtonist, književni, glazbeni, kazališni i likovni kritičar.
- Jurić, Franjo (Jurići, Komušina, 1950.). Memoarist.
- Jurić, Jakov Klišanin (Gorani, Konjic, 1. svibnja 1930.). Memoarist.
- Jurišić, Jakov (Bijelo Brdo, Derventa, 19. srpnja 1948. – Sarajevo, 27. listopada 1993.). Pjesnik, esejist i književni kritičar.
- Jurjević, Juraj (Brusje na otoku Hvaru, 5. siječnja 1910. – Novi Marof kraj Zagreba, 5. svibnja 1985.). Pjesnik i kulturni radnik.
- Jurkić, Mirko (Livno, 24. travnja 1886. – Zagreb, 27. prosinca 1965.). Pripovjedač i pjesnik za djecu.
- Jurkić, Štefa (Cazin, 26. prosinca 1896. – Livno,  28. studenoga 1971.). Pripovjedačica i romanospisateljica.